# Tokko
Tokko – rzeka w Rosji, w Jakucji; prawy (i najdłuższy) dopływ Czary. Długość 446 km; powierzchnia dorzecza 23 100 km²; średni roczny przepływ przy ujściu 220 m³/s.
Źródła w Górach Stanowych, w pasmie Udokan; płynie w kierunku północnym po Płaskowyżu Olokmo-Czarskim; spławna na prawie całej długości.
Zamarza od października do maja; zasilanie śniegowo-deszczowe.